# Mariya Grabovetskaya
Mariya Grabovetskaya (en kazajo: Мария Грабовецкая; Kokshetau, URSS, 10 de abril de 1987) es una deportista kazaja que compitió en halterofilia.
Participó en los Juegos Olímpicos de Pekín 2008, obteniendo una medalla de bronce en la categoría de +75 kg; medalla que perdió posteriormente por dopaje.

## Palmarés internacional
| Juegos Olímpicos | Juegos Olímpicos | Juegos Olímpicos | Juegos Olímpicos |
| Año              | Lugar            | Medalla          | Categoría        |
| ---------------- | ---------------- | ---------------- | ---------------- |
| 2008             | Pekín (China)    | DSC              | 75 kg            |